# Hoplia pilifera
Hoplia pilifera är en skalbaggsart som beskrevs av Desbrochers 1869. Hoplia pilifera ingår i släktet Hoplia och familjen Melolonthidae. Inga underarter finns listade i Catalogue of Life.